# Soběkury
Soběkury é uma comuna checa localizada na região de Plzeň, distrito de Plzeň-jih.

## Galeria

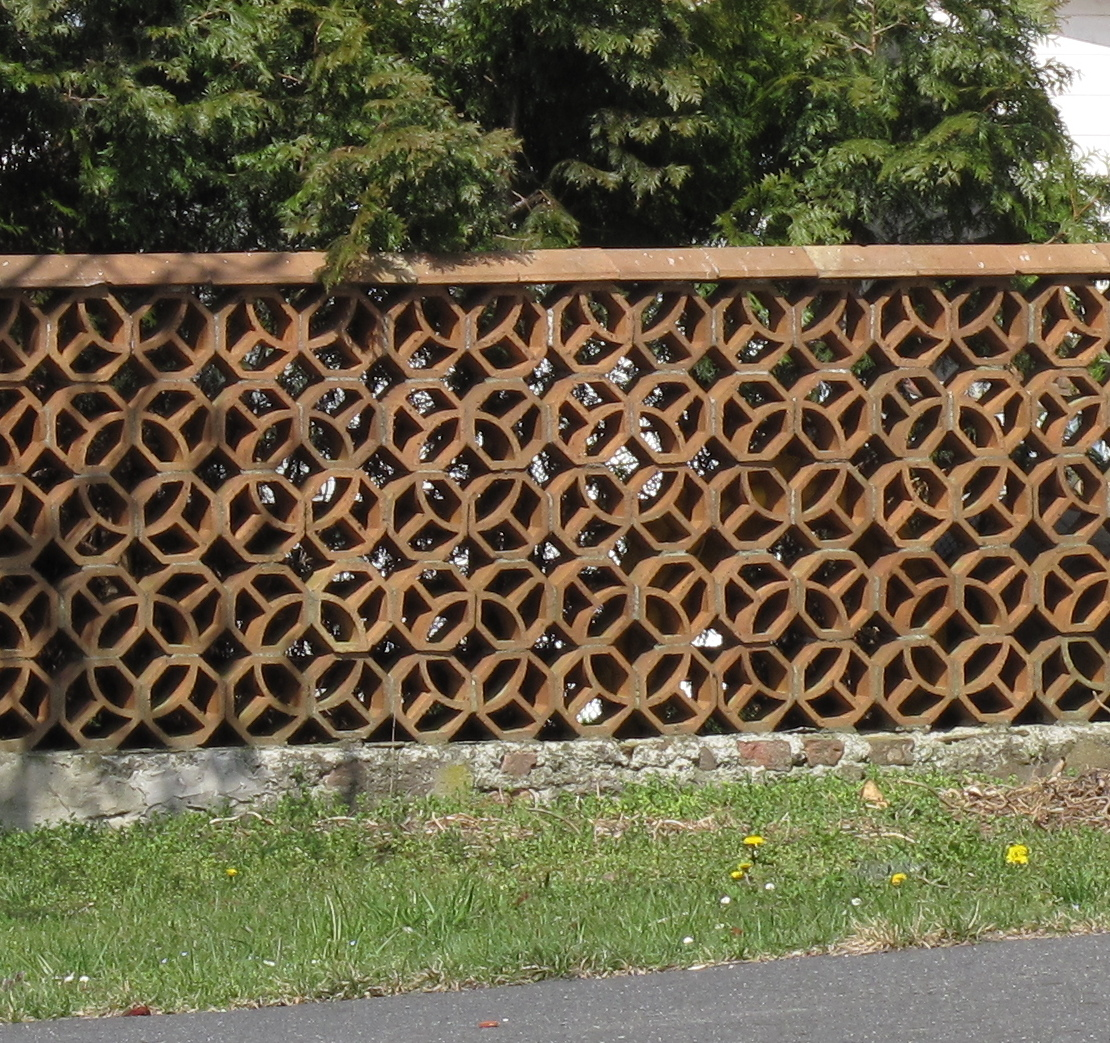
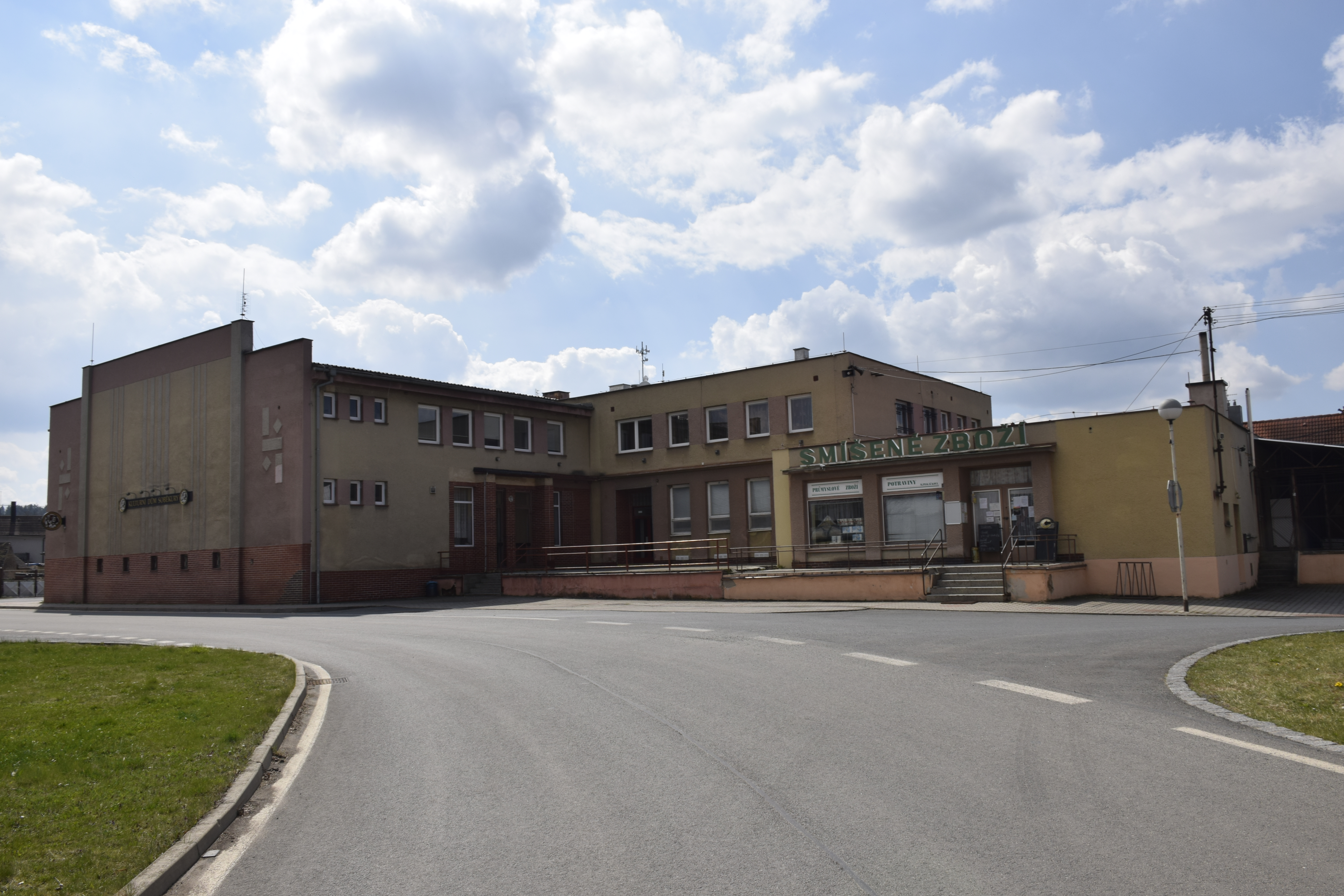
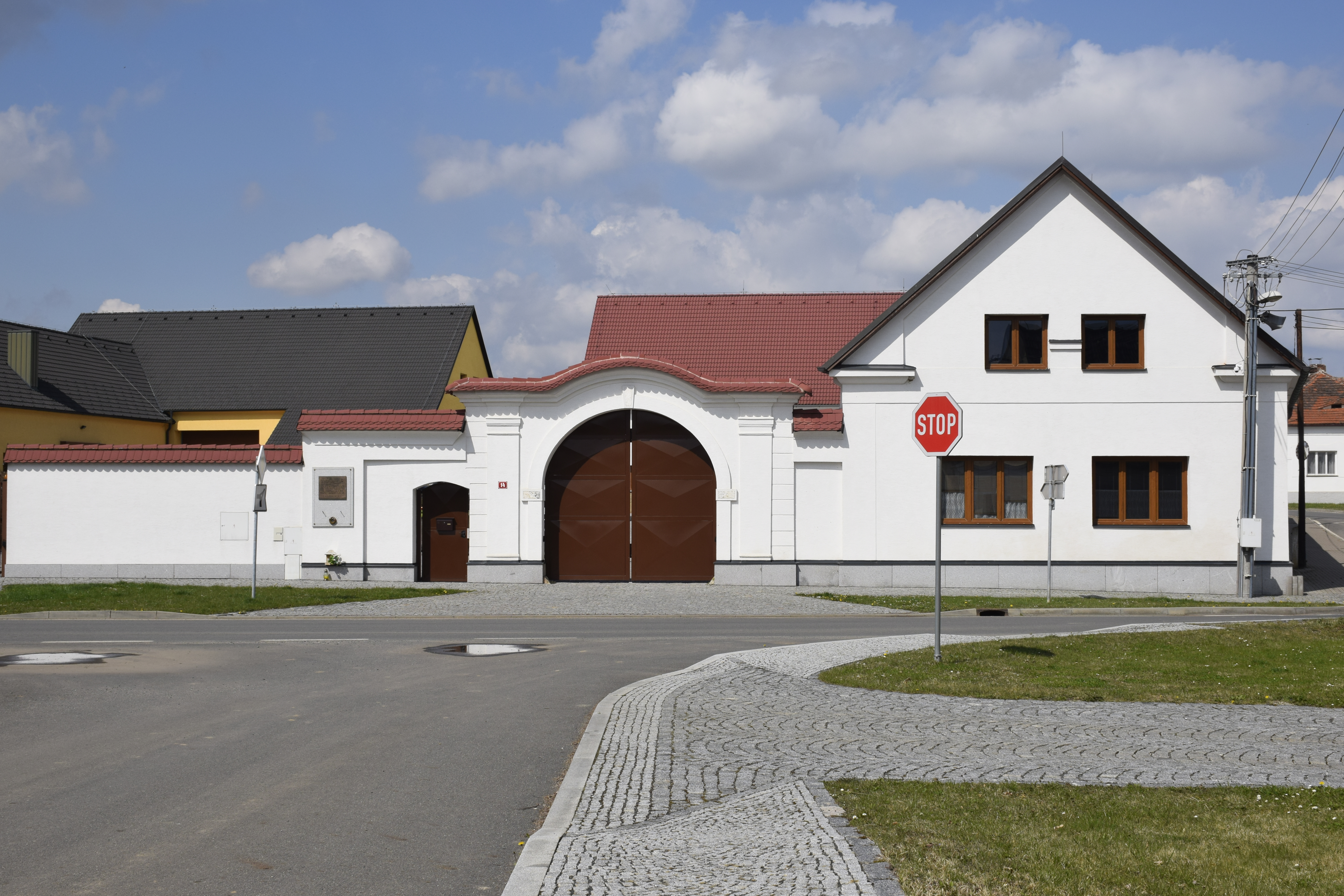